# Djimalde Dossengar
 (mars 2025).
Djimalde Dossengar né le 31 décembre 1984, est un ancien joueur de football tchadien qui évoluait au poste de milieu de terrain.
Il a été membre de l'équipe nationale de football du Tchad.Il compte neuf sélections en équipe nationale, et a participé à la campagne de qualification pour la Coupe du monde 2010. Et joue maintenant pour Elect-Sport FC.